# قصر خير الدين (خير الدين)
قصر خير الدين هو قصر تونسي قديم يقع في مدينة خير الدين في ضواحي تونس العاصمة، وكان يستعمل كإقامة صيفية من قبل الوزير خير الدين باشا.

## التاريخ
تم تشييد القصر في منتصف القرن التاسع عشر من قبل الوزير خير الدين باشا. عمارة القصر متأثرة بالطابع الإيطالي، نفس الملاحظ في قصور الوزير الأخرى (قصر خير الدين في العاصمة وقصره في منوبة).

في 4 يوليو 2016، صنف القصر كمعلم أثري وتاريخي في البلاد.